# IC 1767
IC 1767 ist eine Linsenförmige Galaxie vom Hubble-Typ S0/a im Sternbild Walfisch südlich des Himmelsäquators. Sie ist schätzungsweise 235 Millionen Lichtjahre von der Milchstraße entfernt und hat einen Durchmesser von etwa 125.000 Lj.
Im selben Himmelsareal befindet sich u. a. die Galaxie NGC 773.
Das Objekt wurde am 18. Dezember 1896 von Lewis Swift entdeckt.